# Onchan
Onchan (Manx Kione Droghad, wörtlich: Brückenende) ist ein Dorf im Osten der Isle of Man und nach Douglas die zweitgrößte Ansiedlung der Insel.

## Geschichte
Im Jahr 1890 wurde hier eine Steinzeitaxt mit einem geschätzten Alter von ca. 5.000 Jahren gefunden. Der Ort wird mit Kirk Coonachan, einer nach Bischof Coonachan (um 540) benannten Kirche, in Verbindung gebracht. Der einheimische Name (Kiondroghad) taucht erstmals im Jahr 1643 und dann wieder 1841 schriftlich auf.
In Onchan finden jährlich Stockcar-Rennen statt. Außerdem lagen im Ort Start und Ziel des Clypse Course, auf dem zwischen 1954 und 1959 Rennen zur Isle of Man TT ausgetragen wurden.

## Persönlichkeiten
- Ernst Eisenmayer (1920–2018), Maler
- William Henry Quilliam (1856–1932), Islampionier